# Marta Drpa
Marta Drpa (* 20. April 1989 in Knin) ist eine serbische Volleyballspielerin kroatischer Herkunft.

## Karriere
Drpa begann ihre Karriere 2005 bei OK Roter Stern Belgrad. 2009 wechselte sie zum Schweizer Verein VBC Voléro Zürich. In der Saison 2013/14 war die Diagonalangreiferin bei Železničar Lajkovac aktiv und in der folgenden Saison spielte sie bei NIS Spartak Subotica. Anschließend wechselte sie zunächst zum italienischen Verein Obiettivo Risarcimento Vicenza, den sie zum Jahresende 2015 verließ. In der zweiten Saisonhälfte spielte sie in der rumänischen Liga für CSM Târgoviște. 2016 wurde Drpa vom deutschen Bundesligisten SC Potsdam verpflichtet. In der Saison 2016/17 kam sie mit dem Verein ins Halbfinale des DVV-Pokals und ins Playoff-Viertelfinale der Bundesliga. Dabei war sie mit 316 Punkten die drittbeste Punktesammlerin der Liga.